# Venkovský učitel
Venkovský učitel je český hraný film režiséra Bohdana Slámy z roku 2008, který vznikl v česko-německo-francouzské koprodukci. Vypráví o učiteli (Pavel Liška), který vymění gymnázium v hlavním městě za práci na venkovské škole a zde se mj. setkává se sedmnáctiletým žákem a jeho matkou, statkářkou Marií, která se do něj zamiluje.
Ve filmu je použita hudba Vladimíra Godára, zní zde skladby, které nazpívala Iva Bittová na album Mater (2006, Indies Records).

## Obsazení
| Pavel Liška      | Petr Odehnal  |
| Zuzana Bydžovská | Marie         |
| Ladislav Šedivý  | Chlapec       |
| Marek Daniel     | Přítel        |
| Tereza Voříšková | Beruška       |
| Miloš Černoušek  | ředitel školy |
| Marie Ludvíková  | ředitelová    |
| Miroslav Krobot  | otec          |
| Zuzana Kronerová | matka         |

## Recenze
- Jaroslav Sedláček, Cinema 03/2008,  [2]
- Barbora Šťastná, Premiere,  [3]
- Mirka Spáčilová, MF Dnes  [4]
- Darina Křivánková, Lidové noviny 20. března 2008  [5]
- Petr Fischer, Hospodářské noviny [6]
- Irena Hejdová, Aktuálně.cz [7]
- Jan Jaroš, Tiscali.cz [8]
- Aleš Harazim, Filmpub.cz,  [9]
- Petr Čihula, MovieZone.cz,  [10]
- Andrea Zahradníková, Playall.cz,  [11]